# Itatiaya pykyyra
Itatiaya pykyyra là một loài nhện trong họ Ctenidae.
Loài này thuộc chi Itatiaya. Itatiaya pykyyra được miêu tả năm 2006 bởi Polotow & Antonio D. Brescovit.